# Time Machine (Rick Wakeman)
Time Machine è un album in studio da solista del tastierista britannico Rick Wakeman, pubblicato nel 1988.

## Tracce
1. Custer's Last Stand – 4:05
2. Ocean City – 4:04
3. Angel of Time – 4:51
4. Slaveman – 6:44
5. Ice – 4:52
6. Open Up Your Eyes – 9:57
7. Elizabethan Rock – 3:14
8. Make Me a Woman – 5:01
9. Rock Age – 8:37

## Formazione
- Rick Wakeman - tastiera
- Ashley Holt - voce
- David Paton - basso
- John Knightsbridge - chitarra
- John Parr - voce
- Roy Wood - voce
- Tony Fernandez - batteria, percussioni
- Tracey Ackerman - voce